# Nahrung
Nahrung dient der Ernährung von Lebewesen. Sie ist Grundlage für Stoffwechsel und damit für das Leben. Bei Heterotrophen (meist Tiere) sind für Nahrung energiereiche organische Verbindungen zentral. Bei Autotrophen (meist Pflanzen) spricht man auch von Nährstoffen – diese enthalten dann keine energiereichen organischen Substanzen.
Bei Tieren mit Verdauungstrakt wird Nahrung nach der Aufnahme in den Körper meist mechanisch (z. B. durch Kauen) und chemisch (z. B. durch Magensäure) in ihre Bestandteile zerlegt. Die in bestimmten Nahrungsbestandteilen gespeicherte Energie wird im Energiestoffwechsel verwendet, um z. B. bei Warmblütern die Körpertemperatur konstant zu halten. Des Weiteren wird die Energie aus der Nahrung im anabolen Stoffwechsel (Anabolismus bzw. Baustoffwechsel) für Erhalt und Aufbau des Körpers (z. B. Wachstum bei Kindern oder Muskelaufbau bei Erwachsenen) eingesetzt. Aber auch Wasser und Salze gehören zur Nahrung, auch wenn sie nicht direkt im Energiestoffwechsel genutzt werden können.
Der Mangel an Nahrung kann zu Hunger führen und zum Tod eines Lebewesens (Hungertod).

## Begriffe

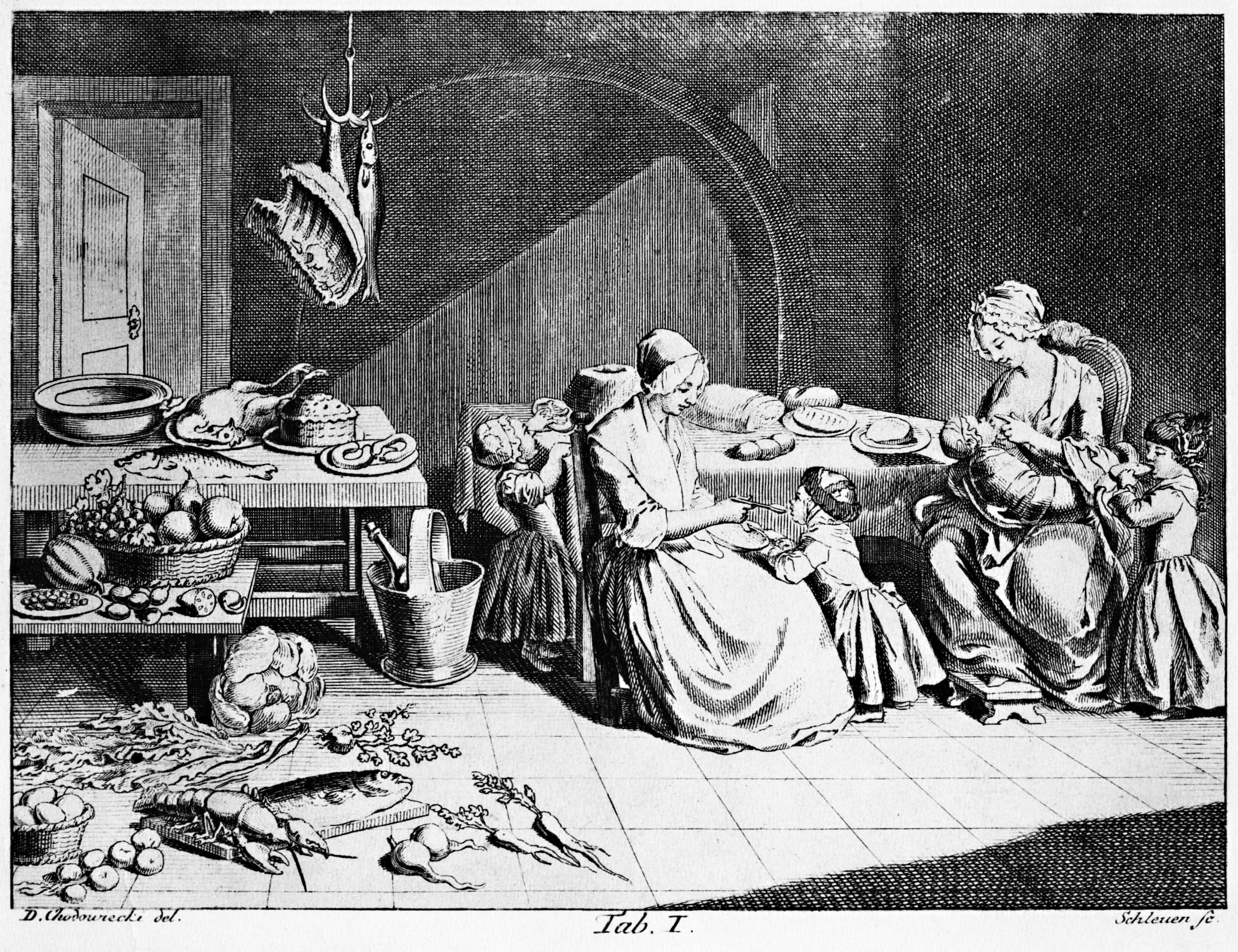
Die meisten Arten der Nahrungsmittel, Kupferstich von Daniel Chodowiecki

Nahrung für den Menschen wird als Lebensmittel bezeichnet.
Feste Lebensmittel werden als „Nahrungsmittel“ bezeichnet. Als Gegenstück werden manchmal sogenannte Genussmittel abgegrenzt, die Grenze ist aber unscharf. In der Vergangenheit wurde versucht, definitorisch anhand des stofflichen Nutzens für den Körper (Eiweiß, Kohlenhydrate, Fette, Vitamine etc.) oder auch des physiologischen Brennwertes zwischen Nahrungsmitteln und Genussmitteln zu unterscheiden. Mit der zunehmenden Kenntnis über Inhaltsstoffe, zum Beispiel über sekundäre Pflanzenstoffe, ist diese tradierte Trennung noch schwieriger geworden. Beispielsweise lässt sich heute bei Gewürzen unter Umständen ein konkreter stofflicher Nutzen darlegen, wo zuvor nur der Genuss als Nutzen feststellbar war. Heute wird die Unterscheidung zumeist anhand der Betrachtung als Konsumgut vorgenommen. Damit unterliegt die Grenzziehung dem gesellschaftlichen Wandel. Die regional und kulturell jeweils bedeutendsten Nahrungsmittel werden auch als Grundnahrungsmittel, die Ablehnung aus kulturellen Gründen als Nahrungstabu bezeichnet.
Feste Nahrung für gehaltene Tiere wird als Futtermittel bezeichnet.

## Nahrungsangebot
Das Nahrungsangebot beschreibt das Vorhandensein von entsprechender Nahrung, welche der jeweilige Organismus benötigt. Nahrung ist oft ein limitierender Faktor und hat bei einem Überangebot für Lebewesen mit hoher Reproduktionsrate meist eine explosionsartige Vermehrung zur Folge.
Bestes Beispiel ist Bierhefe, welche für das Bierbrauen verwendet wird. Die Bierwürze stellt das Nährmedium dar, in dem sich die Pilze exponentiell vermehren. Solange bis sie an ihren eigenen Stoffwechselprodukten, dem Ethanol, zugrunde gehen und schlagartig absterben. Das ist bei Bakterienkulturen zu beobachten.
Im Tierreich, wie z. B. bei Säugetieren, wirkt das Angebot regulierend auf die Bestandsentwicklung einzelner Tierarten. Das bedeutet, dass bei zunehmenden Nahrungsangebot eines Fleischfressers, dessen Bestand nach und nach wächst. Dadurch wächst der Druck auf die Population der Beute, deren Bestand wieder schrumpft und somit zeitversetzt, auch die des Jägers. Um die durch die Räuber-Beute-Beziehung bedingten Schwankungen der Populationszahlen nachzuvollziehen, wurden die wichtigsten Zusammenhänge in den Lotka-Volterra-Regeln zusammengefasst.

### Nahrungskette
Da der Mensch an oberster Stelle der Nahrungskette steht, greift er am massivsten in die Gleichgewichte der Natur ein. Durch die synthetische Herstellung von Dünger und Pflanzenschutzmitteln (Haber-Bosch-Verfahren) wird eine Weltbevölkerung von heute mehr als acht Milliarden Menschen erst ermöglicht. Einen weiteren wichtigen Faktor der Nahrungssicherung bietet die Konservierung. Da der Mensch am Ende der Nahrungskette steht, ist er durch Schadstoffbelastungen am meisten gefährdet. Deshalb wird oft davor gewarnt, Seefische zu verzehren, da sie die Schadstoffe des Meeres in ihrem Körper besonders anreichern.
Mikroorganismen sorgen für eine Schließung der Nahrungskette, indem sie abgestorbene Pflanzen und Tiere zersetzen und somit wieder Nahrung für Pflanzen bereitstellen. Sie können aber auch das Nahrungsangebot anderer Lebewesen erweitern, wie z. B. Joghurt oder Käsekulturen. Oder sie schaden anderen Organismen, wie z. B. Krankheitserreger, welche sich von Gewebe und Blutzellen ernähren. Sie sorgen damit für eine natürliche Auslese.

## Sonstige Verwendung des Begriffs
Mit dem Begriff „geistige Nahrung“ werden oft Herausforderungen für das Denken umschrieben, beispielsweise Denksportaufgaben oder „Lesestoff“, als „Nahrung für die Seele“ hingegen die Weitergabe von Emotionen und die Psyche schmeichelnde menschliche Reaktionen wie Anerkennung, Akzeptanz, Aufmerksamkeit, Bestätigung, Fürsorge, Lob, Komplimente, Respekt, Verständnis und Wertschätzung.